# 酒井重知
酒井 重知（さかい しげとも、元和4年（1618年） - 元禄10年11月11日（1697年12月23日））は、江戸時代の旗本。下総国生実藩の嫡子だった人物。酒井重澄の長男。母は井上正就の娘。通称、牛之助、午右衛門、徳兵衛。養子に酒井重矩（金森頼直五男）、酒井重英（井上正任五男）がいる。
寛永10年（1633年）父が勤務怠慢との理由で改易されたため、父の実家である飛騨国高山藩主の伯父金森重頼にお預けとなり、金森姓を称する。承応2年（1653年）に許され、翌年2000俵を給された。この際、再び酒井姓に改めている。元禄3年（1690年）に致仕し、家督を養子の重英に譲った。元禄10年（1697年）、80歳で死去。法名は又言。
子孫は2000石の旗本として存続した。